# Кумба
Кумба е южно-африкански компютърно-анимационен филм от 2013 година на Тайгерфиш.

## Сюжет
Внимание:  Текстът по-долу разкрива сюжета на произведението (или части от него)!
Кумба се е родил полу-раиран в изолирано стадо зебри. Точно това го превръща в аутсайдер на стадото. Решен да получи своите райета, Кумба тръгва на далечно и опасно пътешествие. За нещастие е преследван от злия леопард, Зъбчо.

## Актьорски състав
- Джейк Остин – Кумба, е млада полу-раирана зебра и главният герой във филма
- Ана-София Роб – Томби, е млада женска зебра. Тя е единственият приятел на Кумба в стадото
- Стив Бушеми – Скалк, е хиеново куче
- Лорета Девин – мама Ви, е женско гну
- Ричард Грант – Брадли, е забавен щраус.

## В България
В България филмът е пуснат по кината на 25 октомври 2013 г. от „Про Филмс“.